# Rognac
Rognac település Franciaországban, Bouches-du-Rhône megyében. Lakosainak száma 12 335 fő (2022. január 1.). Rognac Aix-en-Provence, Berre-l'Étang, Velaux és Vitrolles községekkel határos.

## Népesség
A település népessége az elmúlt években az alábbi módon változott:
| Lakosok száma | 4262 | 9330 | 11 099 | 11 883 | 11 700 | 11 870 | 12 223 | 12 086 | 12 136 | 12 335 |
|               | 1968 | 1982 | 1990   | 2006   | 2013   | 2015   | 2017   | 2019   | 2020   | 2022   |